# Tubi
Tubi је ОТТ платформа видео-стриминга чији је власник Fox Corporation. Покренута је 1. априла 2014. године у Лос Анђелесу. Од јануара 2022. године има 51 милион активних корисника месечно.